# Vertrag von Tordesillas

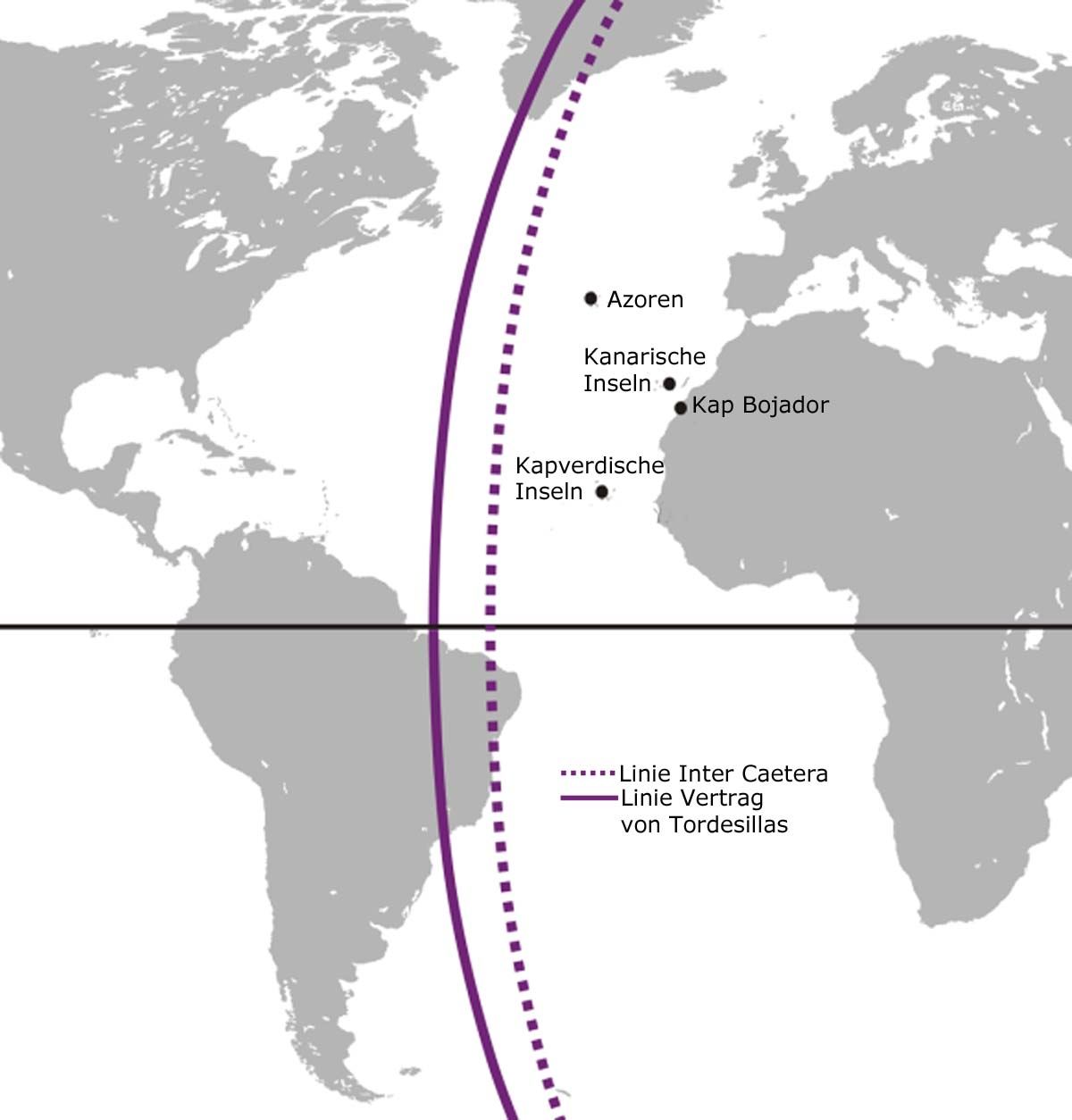
Grenzlinien der Bulle Inter caetera und des Vertrages von Tordesillas

Im Vertrag von Tordesillas, abgeschlossen am 7. Juni 1494 in der spanischen Stadt Tordesillas, wurden die Herrschaftsbereiche Portugals und Kastiliens im Atlantik auf der Grundlage des Vertrages von Alcáçovas aus dem Jahr 1479, der Entdeckungen des Christoph Kolumbus und der päpstlichen Bulle Inter caetera vom 4. Mai 1493 neu abgegrenzt.

## Vorgeschichte
Im 15. Jahrhundert war Portugal an der Herstellung von Handelsbeziehungen zu Afrika interessiert, die nicht über den Maghreb, sondern über Länder an der Westküste Afrikas abgewickelt werden sollten. Nach der Eroberung Konstantinopels durch die Osmanen am 29. Mai 1453 war für die Europäer der Zugang nach Asien durch den Mittleren Osten erschwert. Daher versuchten die Portugiesen „Indien“, was damals die Sammelbezeichnung für die Länder im Mittleren und Fernen Osten war, auf dem Seeweg um Afrika zu erreichen. Mitglieder des portugiesischen Königshauses ließen sich ihre Monopolansprüche auf den Handel mit Westafrika und die Schifffahrtsroute entlang der afrikanischen Küste durch päpstliche Schenkungsbullen wie Romanus Pontifex (1455) absegnen.
Als Anfang des Jahres 1476 im Kastilischen Erbfolgekrieg (1474–1479), nach der Schlacht von Toro, die Kämpfe an der kastilisch-portugiesischen Landgrenze nahezu zum Erliegen kamen, verlagerte sich die Auseinandersetzung auf das Meer vor der nordwestafrikanischen Küste. „Die Niederlage der Kastilier auf dem Meer und das Unvermögen der Portugiesen, den Krieg auf dem Land zu gewinnen, brachte die Gegner 1479 dazu, Friedensverhandlungen aufzunehmen.“ Im 1479 abgeschlossenen Vertrag von Alcáçovas einigte sich der portugiesische König  Alfons V. mit dem kastilischen Königspaar Isabella und Ferdinand unter anderem darauf, dass Kastilien südlich von Kap Bojador keinerlei Aktivitäten entwickeln dürfe. Diese Abmachung wurde 1481 in der Bulle Aeterni regis von Papst Sixtus IV. bestätigt.

Erste Reise des Kolumbus entlang der Linie von Alcáçovas

Als Kolumbus im März 1493 von seiner Reise aus Amerika nach Europa zurückkehrte, war er aufgrund der Wetterverhältnisse gezwungen, zuerst Lissabon anzulaufen. Der portugiesische König Johann II. erhielt so aus erster Hand Informationen über die Entdeckungen. Sein an den Hof Königin Isabellas und König Ferdinands geschickter Botschafter forderte, dass diese die durch Kolumbus in ihrem Namen in Besitz genommenen Gebiete an den König von Portugal abtreten sollten. Als Grundlage für diese Forderung wurden die Regelungen des Vertrages von Alcáçovas angeführt. Die Kastilier hielten dem entgegen, dass Kolumbus sich an die Vorgaben des Vertrages gehalten habe und die von ihm in Besitz genommenen Länder in dem der Krone von Kastilien zustehenden Teil der Welt lägen.
Um ihre Ansprüche zu sichern, regten Isabella und Ferdinand bei Papst Alexander VI. die Ausgabe der Bulle Inter caetera vom 3. Mai 1493 an. In ihr wurden alle von Kolumbus entdeckten Gebiete den Königen von Kastilien und León zugesprochen. Vermutlich im Juni wurde, rückdatiert auf den 4. Mai 1493, eine neue Bulle mit dem gleichen Namen ausgegeben. Der Text dieser Bulle stimmte teilweise mit dem Text der vorhergehenden Version überein. Es gab allerdings einige für Königin Isabella und König Ferdinand vorteilhafte Präzisierungen und Zusätze. Die wichtigste Neuerung war die Teilung des Atlantiks in ein kastilisches und ein portugiesisches Gebiet, durch eine Linie, die so interpretiert wurde, dass sie 100 Meilen westlich der Azoren vom Nordpol zum Südpol verlaufen sollte.

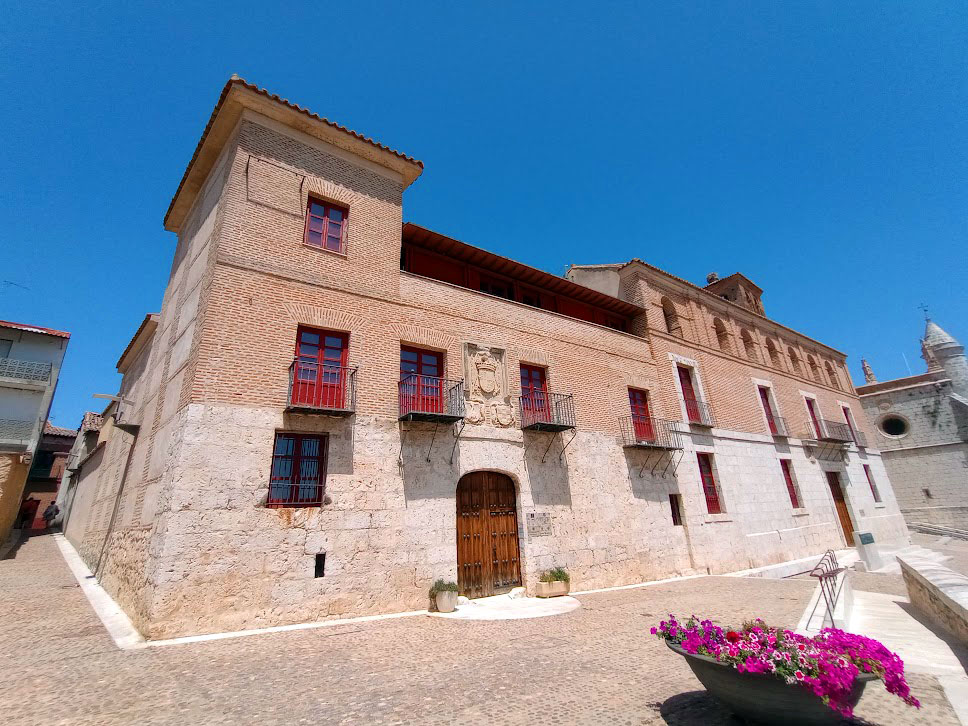
Casas del Tratado de Tordesillas, wo der Vertrag von Tordesillas unterzeichnet wurde.

Die Beschreibung der Grenzlinie durch den Papst war unklar und widersprüchlich. Da der portugiesische König Johann mit der Regelung nicht einverstanden war, gegen eine päpstliche Entscheidung aber keine Widerspruchsmöglichkeit sah, begann er diplomatische Verhandlungen mit Königin Isabella und König Ferdinand. Diese Verhandlungen wurden auf portugiesischer Seite von Ruy de Sosa, seinem Sohn Juan de Sosa und Arias de Almadana, auf kastilischer Seite von Enrique Enriques, Gutierre de Cardenas und Rodrigo Maldonado geführt. Sie führten schließlich zum Abschluss des Vertrages durch die genannten Beauftragten am 7. Juni 1494. König Ferdinand und Königin Isabella unterzeichneten die in kastilischer Sprache abgefasste Ratifikationsurkunde, auch im Namen ihres Sohnes Johann, am 2. Juli 1494 in Arévalo. Johann II. von Portugal unterzeichnete die in portugiesischer Sprache abgefasste Ratifikationsurkunde am 5. September 1494 in Setúbal.

## Inhalt des Vertrages

### Grenzlinie
Die Grenze zwischen den beiden Hoheitsgebieten wurde auf eine Linie vom Nordpol zum Südpol festgelegt. Diese Linie sollte 370 Léguas (ca. 2282 Kilometer) westlich der westlichsten Kapverdischen Inseln verlaufen. Das entspricht nach dem heute üblichen geografischen Koordinatensystem einem Meridian von 46° 37′ westlicher Länge.  Alle Inseln und Länder im Atlantik westlich dieser Linie sollten zum Hoheitsgebiet der Königin Isabella und des Königs Ferdinand gehören. Alle Inseln und Länder im Atlantik östlich dieser Linie sollten König Johann gehören. Es wurde vereinbart, dass die Schiffe der Königin Isabella und des Königs Ferdinand die Gebiete des Königs von Portugal auf ihrem Weg in die Gebiete westlich der Linie auf direktem Weg unbehindert durchqueren könnten.

### Expertenkommission
Zur genauen Klärung des Verlaufes der Trennlinie sollte jede Vertragspartei innerhalb von zehn Monaten nach Abschluss des Vertrages eine oder zwei Karavellen mit Navigationsfachleuten, Astronomen, Seeleuten und anderen geeigneten Personen nach Gran Canaria entsenden, wo man sich treffen sollte, um von da aus zu den Kapverdischen Inseln zu segeln und von dort aus nach Westen, um die vereinbarte Grenze festzulegen. Falls die Expertenkommission feststellen sollte, dass die Linie Land schneidet, sollten Grenztürme oder andere Markierungen errichtet werden.

Die Weltkarte des Alberto Cantino aus dem Jahr 1502 gilt als die älteste bekannte Karte mit der Einzeichnung der Grenze des Vertrages von Tordesillas

## Weitere Entwicklung
Die im Vertrag von Tordesillas vereinbarte Expertenkommission kam nicht zustande. In einem Dokument vom 7. Mai 1495 stellten Königin Isabella und König Ferdinand fest, dass die Reise einer solchen Kommission nutzlos sei, bevor nicht bekannt sei, ob irgendeine Insel oder ein Festland auf der Linie gefunden wurde. Die Experten sollten sich daher in einem Ort an der Grenze zwischen Portugal und Kastilien treffen. Aber auch ein solches Treffen fand nicht statt. Da eine genaue Bestimmung der Längengrade bis zur Mitte des 18. Jahrhunderts nicht möglich war, gab es in der folgenden Zeit verschiedene Ansichten über den genauen Verlauf der vereinbarten Linie.
Für den Wunsch des portugiesischen Königs, die durch den Papst festgelegte Linie nach Westen zu verschieben, gibt es verschiedene Theorien. Eine Vermutung ist, dass portugiesischen Seefahrern der Verlauf der brasilianischen Küste bereits bei Abschluss des Vertrages von Tordesillas bekannt war. Eine andere besagte, dass vermieden werden sollte, dass portugiesische Schiffe, die, um die Wind- und Strömungsverhältnisse im Südatlantik zu nutzen, bei ihrer Reise nach Süden weitab vom afrikanischen Festland segelten, in das Gebiet der Krone von Kastilien gerieten. Ein einfacher Grund für die Festlegung der Linie auf 370 Meilen westlich der Kapverdischen Inseln könnte der sein, dass dies etwa die Hälfte der Strecke zwischen der Iberischen Halbinsel und den von Kolumbus gefundenen Inseln ist, die Linie also in der Mitte des bekannten Teils des Atlantiks verlief.
Im März 1518 beauftragte der damalige kastilische König Karl I. Ferdinand Magellan auf dem Weg nach Westen auf der anderen Seite des amerikanischen Kontinentes Länder zu erforschen, die reich an Gewürzen waren. Es wurde ihm aber ausdrücklich aufgetragen, nur Länder zu erforschen, die außerhalb des Hoheitsgebietes des Königs von Portugal lagen. Die Erdumrundung von Magellan bzw. Juan Sebastian Elcano zeigte dabei deutlich, dass man mit einem einzigen Längengrad die Erdoberfläche nicht in zwei Teile teilen kann. Es wurde daher im Vertrag von Saragossa eine weitere Linie 297,5 Meilen östlich der Molukken festgelegt, in etwa am Meridian von 142 östlicher Länge.

## Dokumente
Im Jahr 2007 beantragten das spanische und das portugiesische Kultusministerium gemeinsam bei der UNESCO die Urkunden im Archivo General de Indias in Sevilla und im Arquivo Nacional da Torre do Tombo in Lissabon die den Vertrag von Tordesillas betreffenden in das UNESCO-Register des Weltdokumentenerbes aufzunehmen. In der Begründung wird angegeben, dass diese Dokumente von grundlegender Bedeutung seien, um die amerikanische Geschichte, die Wirtschaft und die kulturellen Beziehungen zwischen Europa und Amerika zu verstehen.
Beschreibungen
Archivo General de Indias

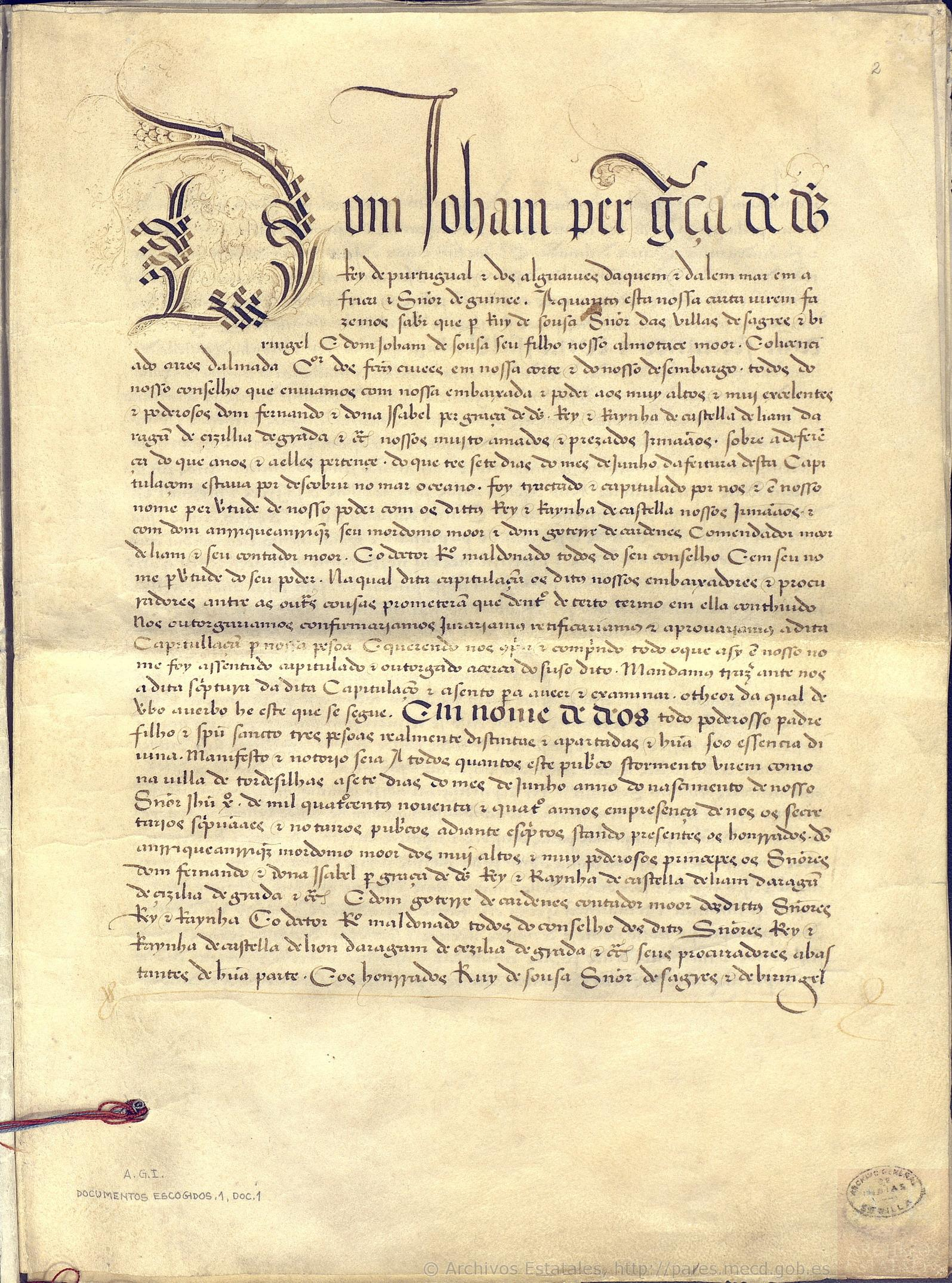
Ratifikationsurkunde des Vertrages im Archivo General de Indias in Sevilla

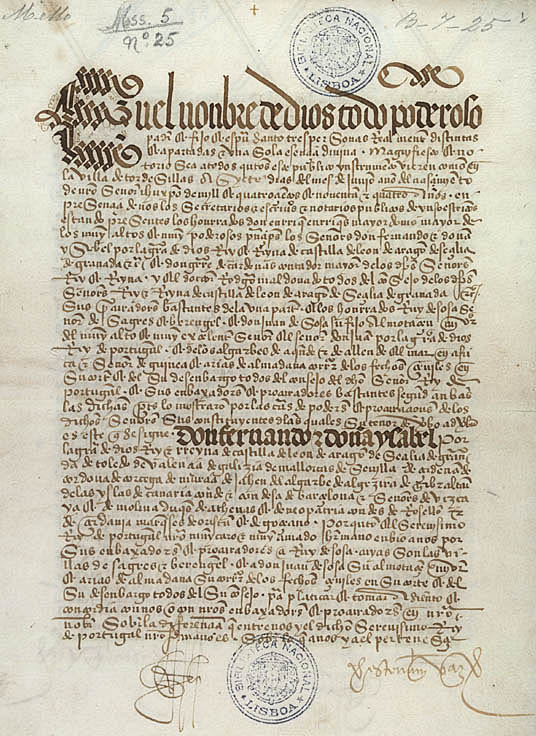
Ratifikationsurkunde des Vertrages im Arquivo Nacional da Torre do Tombo in Lissabon

Vertrag von Tordesillas (portugiesische Version): Übereinkunft zwischen König Ferdinand II. von Aragonien und Königin Isabella I. von Kastilien und König Johann II. von Portugal zur Einrichtung einer neuen Grenzlinie zwischen den beiden Kronen. Die Linie soll von Pol zu Pol, 370 Meilen westlich der Kapverdischen Inseln verlaufen.

Tordesillas, 7. Juni 1494. Ratifiziert in Setúbal durch den König von Portugal am 5. September 1494. 

Handschrift auf Pergament. 

4 Lagen (8 Bögen: 330 × 250 mm). 

Unterschrift von Johann II. von Portugal. 

Bleisiegel an Seidenfäden hängend.
Arquivo Nacional da Torre do Tombo

Vertrag von Tordesillas (kastilische Version): Übereinkunft zwischen König Ferdinand II. von Aragonien und Königin Isabella I. von Kastilien und König Johann II. von Portugal zur Einrichtung einer neuen Grenzlinie zwischen den beiden Kronen. Die Linie soll von Pol zu Pol, 370 Meilen westlich der Kapverdischen Inseln verlaufen.

Tordesillas, 7. Juni 1494. Ratifiziert in Arévalo durch König Ferdinand II. von Aragonien und Königin Isabella I. von Kastilien am 2. Juli 1494. 

Handschrift auf Pergament. 

4 Lagen (8 Bögen: 334 × 250 mm). 

Unterschrift von Ferdinand II. von Aragonien und Königin Isabella I. von Kastilien. 

Siegel fehlt.